# Дискриминанта
Дискриминанта на полином (многочлен) на една променлива е число, което е равно на нула, тогава и само тогава, когато полиномът има повтарящ се корен. Точната дефиниция на дискриминантата на полинома
{\displaystyle f(x)=a_{n}x^{n}+a_{n-1}x^{n-1}+\cdots +a_{1}x+a_{0}}
e
{\displaystyle D(f)=a_{n}^{2n-2}\prod _{1\leq i<j\leq n}\left(x_{i}-x_{j}\right)^{2}}
където x1, x2, …, xn са всички n корена на полинома, броени с кратностите им.

## Свойства
- Дискриминантата е симетричен полином и може да бъде изразена чрез елементарните симетрични полиноми. Последните съгласно формулите на Виет могат да бъдат заменени с коефициентите на изходния полином. Така дискриминантата е полином от коефициентите на многочлена.

- Дискриминантата на полинома f е равна на детерминантата на следната (2n − 1)×(2n − 1) матрица

{\displaystyle \left({\begin{matrix}&a_{n}&a_{n-1}&a_{n-2}&\ldots &a_{0}&0&\ldots &\ldots &0\\&0&a_{n}&a_{n-1}&a_{n-2}&\ldots &a_{0}&0&\ldots &0\\&\vdots \ &&&&&&&&\vdots \\&0&0&\ldots \ &0&a_{n}&a_{n-1}&a_{n-2}&\ldots &a_{0}\\&na_{n}&(n-1)a_{n-1}&(n-2)a_{n-2}&\ldots \ &a_{1}&0&\ldots &\ldots &0\\&0&na_{n}&(n-1)a_{n-1}&(n-2)a_{n-2}&\ldots \ &a_{1}&0&\ldots &0\\&\vdots \ &&&&&&&&\vdots \\&0&0&\ldots &0&na_{n}&(n-1)a_{n-1}&(n-2)a_{n-2}&\ldots \ &a_{1}\\\end{matrix}}\right)}
Някои автори приемат горния израз за дефиниция на дискриминантата.
- Дискриминантата на f(x) е равна на резултантата на f(x) и f'(x), където f' е производната на f.

## Примери
Дискриминантата на полином от втора степен P(x) = ax2+bx+c, е:
{\displaystyle D=\left(x_{1}-x_{2}\right)^{2}=x_{1}^{2}-2x_{1}x_{2}+x_{2}^{2}=x_{1}^{2}+2x_{1}x_{2}+x_{2}^{2}-4x_{1}x_{2}=\left(x_{1}+x_{2}\right)^{2}-4x_{1}x_{2}=b^{2}-4ac}
Дискриминантата на полином от трета степен P(x) = ax3+bx2+cx+d, e:
{\displaystyle D=c^{2}b^{2}-4db^{3}-4c^{3}a+18dcba-27d^{2}a^{2}}
Дискриминантата на полином от четвърта степен P(x)=ax^4+bx^3+cx^2+dx+e, е:
{\displaystyle D=256a^{3}e^{3}-192a^{2}bde^{2}-128a^{2}c^{2}e^{2}+144a^{2}cd^{2}e-27a^{2}d^{4}+}
{\displaystyle +144ab^{2}ce^{2}-6ab^{2}d^{2}e-80abc^{2}de+18abcd^{3}+16ac^{4}e-}
{\displaystyle -4ac^{3}d^{2}-27b^{4}e^{2}+18b^{3}cde-4b^{3}d^{3}-4b^{2}c^{3}e+b^{2}c^{2}d^{2}.}